# Altas Expectativas
Altas Expectativas é um filme de comédia romântica brasileiro de 2017 dirigido e escrito em parceria entre Álvaro Campos e Pedro Antônio Paes. O filme é estrelado por Leonardo Reis e Camila Márdila e conta a história de amor entre o treinador de turfe Décio e Lena, uma jovem suburbana que assume um bistrô no Jockey Club Brasileiro.

## Sinopse
Décio (Leonardo Reis) é um treinador de cavalos que possui nanismo. Ele trabalha adestrando os animais e também lida com o forte temperamento de sua joqueta Lia (Maria Eduarda de Carvalho), sobrando-lhe pouco tempo para outras coisas. Entretanto, sua vida sofre uma grande mudança quando ele conhece Lena (Camila Márdila), uma jovem melancólica que herdou um café no Jockey Club Brasileiro. Ele se apaixona por ela e para conquistá-la, Décio vai precisar espantar seus pretendentes, a tristeza dela e até mesmo os seus próprios medos.

## Elenco
- Leonardo Reis como Décio
- Camila Márdila como Milena "Lena"
- Felipe Abib como Tassius
- Maria Eduarda de Carvalho como Lia
- Milhem Cortaz como Flávio
- Pedro Sol como Téo
- Elisa Pinheiro como Tati
- Flávia Reis como Dalva
- Agildo Ribeiro como Carlo
- Fabiana Karla como motorista do táxi
- Augusto Madeira como locutor
- Tiago Abravanel como Thiago
- Rogério Freitas como Seu Antunes
- Liliane Rovaris como Selma
- Léo Castro como barman
- Gustavo Mendes como comediante
- Gillray Coutinho como presidente
- Raphael Logam como assistente da Van

## Produção
O filme é dirigido em parceria entre os cineastas Álvaro Campos e Pedro Antônio Paes. Marcou a estreia do comediante Leandro Reis, conhecido popularmente como Gigante Léo, como protagonista no cinema. O filme é baseado no curta-metragem Léo e Carol, o qual é baseado em acontecimentos reais da vida de Leonardo com sua esposa, Carol Portela (assim como o longa-metragem).
O filme conta com participações especiais de diversos comediantes conhecidos, como Fabiana Karla, Agildo Ribeiro, Gustavo Mendes e Tiago Abravanel.

## Lançamento
A estreia mundial do filme ocorreu no Canadá sendo exibido no Festival Internacional de Cinema de Montreal. O filme foi selecionado para a Mostra Geração, sendo exibido no Festival do Rio em 6 de outubro de 2017. No Brasil, sua estreia comercial foi a partir de 7 de dezembro de 2017 pela Galeria Distribuidora.

## Recepção

### Resposta dos críticos
Altas Expectativas foi recebido com críticas mistas por parte dos críticos especializados. Camila Sousa, escrevendo para o website Omelete, avaliou o filme positivamente: "[o filme] termina com uma mensagem positiva sobre aceitação e identidade. Como diz o também anão Tyrion Lannister para Jon Snow na primeira temporada de Game of Thrones: nunca esqueça quem você é."
Larissa Maruyama, do website Preview, disse: "Quem assistiu à produção argentina "Coração de Leão - O Amor Não Tem Tamanho" vai notar semelhanças na abordagem do preconceito [...] O longa arranca risos tímidos com piadas fracas – algumas de mau gosto -, mas levanta questões relevantes sobre o nanismo." Para o website Papo de Cinema, Marcelo Müller escreveu: "A prevalência do olhar direcionado ao cotidiano do protagonista acaba dirimindo um pouco o aspecto romântico, já no início, algo também potencializado pela pouca expressividade de Márdila, requisito de seu personagem, por certo."

## Prêmios e indicações
| Ano  | Associações                             | Categoria                       | Nomeações                          | Resultado |
| ---- | --------------------------------------- | ------------------------------- | ---------------------------------- | --------- |
| 2017 | Festival Internacional de Cinema do Rio | Menção Honrosa - Mostra Geração | Álvaro Campos e Pedro Antônio Paes | Venceu    |